# ジャスティン・デフレイタス
ジャスティン・アンドリュー・デフレイタス（Justin Andrew De Fratus, 1987年10月21日 - ）は、アメリカ合衆国・カリフォルニア州ロサンゼルス郡ウィッティア出身の元プロ野球選手（投手）。右投両打。

## 経歴

### プロ入りとフィリーズ時代
2007年のMLBドラフト11巡目（全体353位）でフィラデルフィア・フィリーズから指名され、6月9日に契約。契約後、傘下のルーキー級ガルフ・コーストリーグ・フィリーズでプロデビュー。10試合（先発8試合）に登板して2勝3敗・防御率4.30・34奪三振の成績を残した。
2008年はA-級ウィリアムズポート・クロスカッターズでプレーし、14試合に先発登板して6勝5敗、防御率3.67・74奪三振の成績を残した。
2009年はA級レイクウッド・ブルークロウズでプレーし、36試合（先発12試合）に登板し、5勝6敗3セーブ、防御率3.19・101奪三振の成績を残した。
2010年はまずA+級クリアウォーター・スレッシャーズでプレーし、29試合に登板して2勝0敗15セーブ・防御率1.79・43奪三振の成績を残した。7月にAA級レディング・フィリーズへ昇格。20試合に登板して1勝0敗6セーブ・防御率2.19・28奪三振の成績を残した。オフの11月19日にフィリーズとメジャー契約を結び、40人枠入りを果たした。
2011年3月12日にAA級レディングへ異動し、そのまま開幕を迎えた。開幕後はAA級レディングでプレーし、23試合に登板して4勝0敗8セーブ・防御率2.10・43奪三振の成績を残した。6月にAAA級リーハイバレー・アイアンピッグスへ昇格。28試合に登板して2勝3敗7セーブ・防御率3.73・56奪三振の成績を残した。9月16日にメジャーへ昇格し、18日のセントルイス・カージナルス戦でメジャーデビュー。5点ビハインドの9回表から登板し、1回を無安打無失点に抑えた。9月28日のアトランタ・ブレーブス戦では、同点の延長12回裏から登板し、1回を1安打無失点に抑え、直後の13回表にフィリーズが勝ち越したため、メジャー初勝利を挙げた。この年メジャーでは5試合に登板して1勝0敗・防御率2.25・3奪三振の成績を残した。
2012年4月3日に右肘の故障で15日間の故障者リスト入りし、5月11日に60日間の故障者リストへ異動した。7月18日に故障者リストから外れ、AAA級リーハイバレーへ降格。9月2日にメジャーへ昇格した。この年は13試合に登板して0勝0敗・防御率3.38・26奪三振の成績を残した。
2013年3月17日にAAA級リーハイバレーへ異動し、そのまま開幕を迎えた。AAA級リーハイバレーでは13試合に登板して3勝0敗・防御率1.89・奪三振と好投。5月11日にメジャーへ昇格した。この年は58試合に登板して3勝3敗・防御率3.86・42奪三振の成績を残した。
2014年は開幕ロースター入りし、4試合に登板したが、防御率7.20でブロウンセーブを記録するなど結果を残せず、4月13日にAAA級リーハイバレーへ降格した。5月25日にメジャーへ再昇格した。この年は54試合に登板して3勝1敗・防御率2.39・49奪三振の成績を残した。
2015年は61試合に登板して0勝2敗・防御率5.51・68奪三振の成績を残した。10月9日にFAとなった。

### マリナーズ傘下時代
2015年12月2日にシアトル・マリナーズと1年契約を結んだ。
2016年のスプリングトレーニングでは精彩を欠き、3月16日に自由契約となったが、18日にマイナー契約に切り替えて再契約した。開幕から傘下のAAA級タコマ・レイニアーズでプレーした。

### レンジャーズ傘下時代
2016年6月11日、5月29日に行われたトレードの後日発表選手としてテキサス・レンジャーズへ移籍した。移籍後は傘下のAAA級ラウンドロック・エクスプレスでプレーしていたが、7月14日に自由契約となった。

### ナショナルズ傘下時代
2016年7月22日にワシントン・ナショナルズとマイナー契約を結んだ。移籍後は傘下のAA級ハリスバーグ・セネターズとAAA級シラキュース・チーフスでプレーし、移籍前を含めて4球団合計で45試合に登板して5勝6敗1セーブ・防御率3.72・43奪三振の成績を残した。オフの11月7日にFAとなった。

### 独立リーグ時代
2017年2月28日にサンディエゴ・パドレスとマイナー契約を結んだが、3月下旬に自由契約となった。
その後、4月6日に独立リーグ・アトランティックリーグのサザンメリーランド・ブルークラブスと契約。4試合に先発登板して3勝1敗・防御率1.40・22奪三振の成績を残した。

### マリナーズ傘下復帰
2017年5月9日にマリナーズとマイナー契約を結んだと報じられ、11日に球団から正式発表された。11月6日にFAとなった。

### ドジャース傘下時代
2018年2月25日にロサンゼルス・ドジャースとマイナー契約を結んだ。シーズン終了後にFAとなったが、2019年1月26日にマイナー契約で再契約した。11月4日にFAとなった。

### 現役引退後
2020年より、ロサンゼルス・ドジャース傘下AAA級オクラホマシティ・ドジャースのブルペンコーチに就任することが内定していたが、新型コロナウイルスの感染拡大によりマイナーリーグが開催されなかったため一旦取り止めになった。2021年より再度ブルペンコーチへの就任が発表された。

## 詳細情報

### 年度別投手成績
| 年 度     | 球 団     | 登 板 | 先 発 | 完 投 | 完 封 | 無 四 球 | 勝 利 | 敗 戦 | セ 丨 ブ | ホ 丨 ル ド | 勝 率 | 打 者 | 投 球 回 | 被 安 打 | 被 本 塁 打 | 与 四 球 | 敬 遠 | 与 死 球 | 奪 三 振 | 暴 投 | ボ 丨 ク | 失 点 | 自 責 点 | 防 御 率 | W H I P |
| --------- | --------- | ----- | ----- | ----- | ----- | -------- | ----- | ----- | -------- | ----------- | ----- | ----- | -------- | -------- | ----------- | -------- | ----- | -------- | -------- | ----- | -------- | ----- | -------- | -------- | ------- |
| 2011      | PHI       | 5     | 0     | 0     | 0     | 0        | 1     | 0     | 0        | 0           | 1.000 | 17    | 4.0      | 1        | 0           | 3        | 1     | 1        | 3        | 1     | 0        | 2     | 1        | 2.25     | 1.00    |
| 2012      | PHI       | 13    | 0     | 0     | 0     | 0        | 0     | 0     | 0        | 5           | ----  | 44    | 10.2     | 7        | 0           | 5        | 1     | 0        | 8        | 1     | 0        | 5     | 4        | 3.38     | 1.13    |
| 2013      | PHI       | 58    | 0     | 0     | 0     | 0        | 3     | 3     | 0        | 9           | .500  | 208   | 46.2     | 45       | 3           | 25       | 3     | 5        | 42       | 6     | 0        | 21    | 20       | 3.86     | 1.50    |
| 2014      | PHI       | 54    | 0     | 0     | 0     | 0        | 3     | 1     | 0        | 5           | .750  | 219   | 52.2     | 45       | 4           | 12       | 4     | 3        | 49       | 2     | 0        | 19    | 14       | 2.39     | 1.08    |
| 2015      | PHI       | 61    | 0     | 0     | 0     | 0        | 0     | 2     | 0        | 1           | .000  | 362   | 80.0     | 92       | 9           | 32       | 2     | 5        | 68       | 7     | 0        | 52    | 49       | 5.51     | 1.55    |
| 通算：5年 | 通算：5年 | 286   | 0     | 0     | 0     | 0        | 7     | 6     | 0        | 20          | .538  | 850   | 194.0    | 190      | 16          | 77       | 11    | 14       | 170      | 17    | 0        | 99    | 89       | 4.08     | 1.38    |

### 背番号
- 37（2011年）
- 79（2012年 - 2013年）
- 30（2014年 - 2015年）